# Daróczi Dávid
Daróczi Dávid (született: Daróczi József, Budapest, 1972. április 19. – Budapest, 2010. április 2.) cigány származású magyar újságíró, lapszerkesztő, 2007 és 2009 között a második Gyurcsány-kormány szóvivője. Édesapja Choli Daróczi József.

## Élete
Daróczi Dávid 1972. április 19-én született Choli Daróczi József és Horváth Erzsébet gyermekeként. A csepeli szegénytelepen, az úgynevezett cigánydombon éltek, igen rossz körülmények közt.

Középiskolai tanulmányait a Szent László Gimnáziumban végezte, az akkor alapított tömegkommunikáció szakon.
1990–1995 között a PPKE Hittudományi karán tanult teológiát. 2004-től a BME Gazdaság- és Társadalomtudományi Karának volt hallgatója.
1994–1995-ben a Népszava, 1995 és 1997 között a Színes Vasárnap, 1997-től a Világgazdaság újságírója, majd tőzsderovatának vezetője volt. 2001 és 2004 között részt vett a Rádió C felügyelőbizottságában. 2002-től 2004-ig a Magyar Televízió Híradójának szerkesztő-riportereként dolgozott, majd az Üzleti Híradó felelős szerkesztője lett. 2004–2005-ben szerkesztette a Magyar Hírlapot és vezette annak gazdasági rovatát. 2005 és 2007 között a Miniszterelnöki Hivatalban a miniszterelnök szövegírójaként dolgozott, majd a Kormányszóvivői Iroda vezetője lett. 2007 júniusában kormányszóvivő lett, mely posztról a második Gyurcsány-kormány bukása után, 2009. április 24-én mondott le. Később a Batiz Andrással és Tóth Miklóssal közösen alapított W. Wolf and Partners nevű kommunikációs tanácsadó cégénél dolgozott.
2010. április 2-án öngyilkos lett, a rendőrség kizárta az idegenkezűséget. Temetésén több ezren kísérték utolsó útjára, köztük számos politikus is. A Csepeli temetőben helyezték végső nyugalomra.